# Coulomby
Coulomby es una comuna francesa situada en el departamento de Paso de Calais, en la región de Alta Francia.

## Demografía
| 456 | 425 | 393 | 397 | 435 | 404 | 760 |
| Para los censos de 1962 a 1999 la población legal corresponde a la población sin duplicidades (Fuente: INSEE [Consultar]) |     |     |     |     |     |     |